# District de See
Le district de See (en allemand : Seebezirk) était l'un des quatorze districts du canton de Saint-Gall.

## Histoire
Le district est créé en 1831 par l'éclatement du district d'Uznach.

## Communes
- Ernetschwil
- Eschenbach
- Goldingen
- Gommiswald
- Jona
- Rapperswil
- Schmerikon
- St. Gallenkappel
- Uznach